# Kluk, Åre kommun
För byn i Krokoms kommun, se Kluk.
Kluk är en by i Mattmars socken, Åre kommun, Jämtlands län. 
Kluk ligger i socknens östra del cirka 1 km från E14. Vid Backtorpet ligger Droppstenen.
Namnet avser ett gammalt jämtskt ord för "slags höjd".

## Droppstenen
Droppstenen är en fornlämning belägen vid Backtorpet i Kluk. I stenen finns en naturlig hålighet, som enligt traditionen kallades för "älvkvarn". Håligheten sades vara knäavtrycket från en vild jägare på en åttafotad häst, från en tid när berget var mjukt. Man offrade till älvorna vid stenen, och flickorna i bygden tvättade sig där på midsommarafton för att bli vackra.